# Signe Winderen
Signe Winderen (Aker, 18 januari 1882 - 1949) was een Noors zangeres.
Signe Winderen werd als zesde kind geboren binnen het gezin van Jens Petter Winderen (1845-1916) en Anna Marie Schagerberg (1851-1932), die een boerenbedrijf voerden op boerderij Vinderen in Aker. Ze was daarmee kleindochter van politicus Rasmus Winderen (1802-1854). Haar oudere zuster Berit Winderen (1878-1964) was pianiste en gehuwd met componist Halfdan Cleve. Haar jongere zuster Ingeborg Winderen (1889-1948) is de moeder van filmmaker Albert W. Owesen. In 1911 huwde ze zanger Albert Westvang. Ze traden daarbij soms samen op. Er kwam uit dit huwelijk geen nageslacht.
Enkele concerten:
- oktober 1902: Signe trad op met haar zus Berit Winderen in Oslo
- 19 oktober 1904: Concertzaal van Brødrene Hals met Nanne Storm en Johan Backer Lunde
- 29 september 1916: Concertzaal van Brødrene Hals met Harald Hanssen en haar man Albert Westvang

- Gemeinsame Normdatei: 1079722297
- Virtual International Authority File: 60145003728461341490